# Degeneriaceae
Famille
Genre
Classification APG III (2009)
Les Degeneriaceae (les Dégénériacées) sont une famille de plantes à fleurs. Ce sont des plantes archaïques de l'ordre des Magnoliales. La famille ne comporte qu'un seul genre, Degeneria, avec une ou deux espèces.
Degeneria vitiensis est un grand arbre à feuilles entières originaires des îles Fidji.

## Étymologie
Le nom vient du genre Degeneria donné en hommage au botaniste américain Otto Degener (en) (1899-1988) qui découvrit la plante en 1942 dans les îles Fidji.

## Liste des genres
Selon World Checklist of Selected Plant Families (WCSP) (13 avr. 2010), NCBI (13 avr. 2010), Angiosperm Phylogeny Website (20 mai 2010) et DELTA Angio (13 avr. 2010) :
- genre Degeneria I.W.Bailey & A.C.Sm. (1942)

## Liste des espèces
Selon World Checklist of Selected Plant Families (WCSP) (13 avr. 2010) et NCBI (13 avr. 2010) :
- genre Degeneria I.W.Bailey & A.C.Sm. (1942)
  - Degeneria roseiflora  John M.Mill. (1988)
  - Degeneria vitiensis  L.W.Bailey & A.C.Sm. (1942)